# Porphyrinia viettei
Porphyrinia viettei là một loài bướm đêm trong họ Noctuidae.